# Géza Včelička

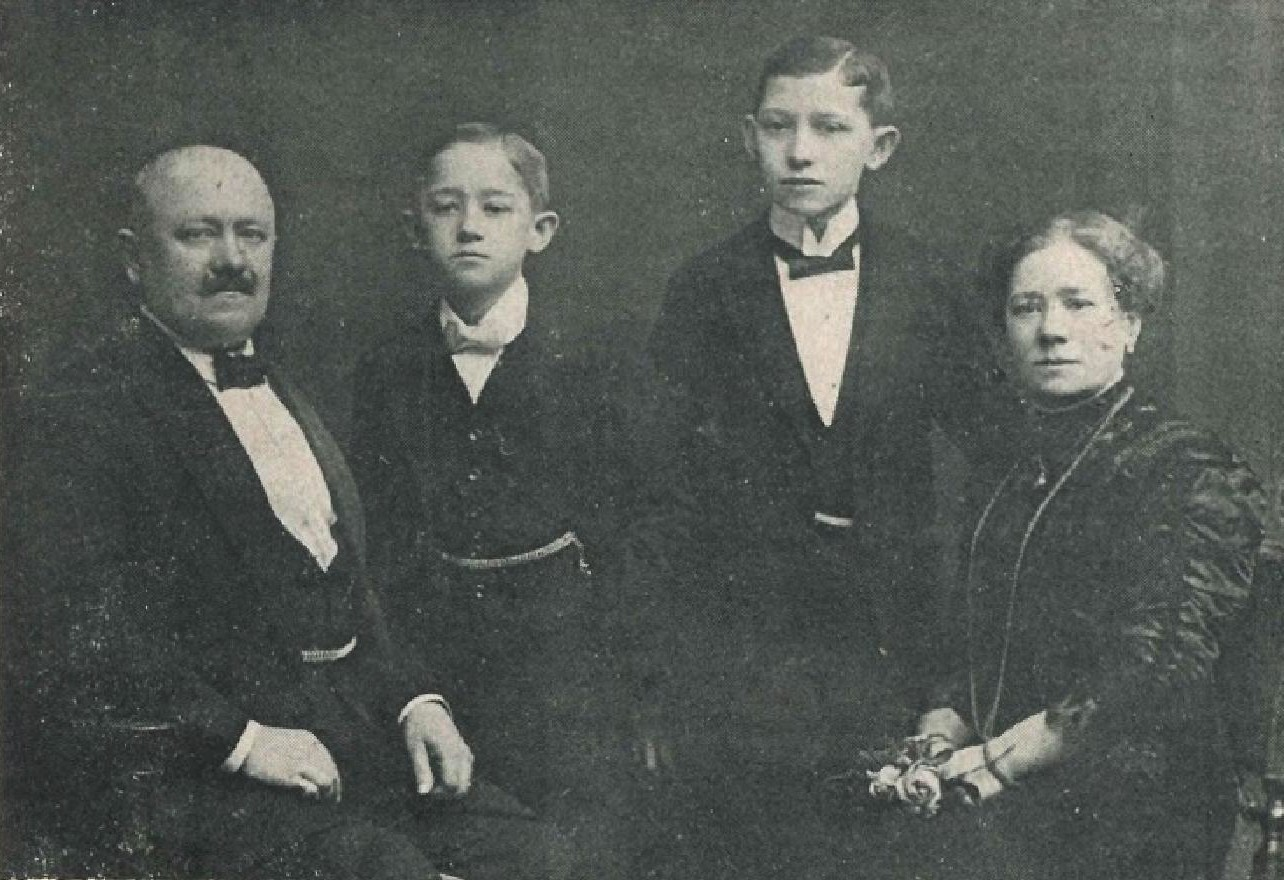
Géza Včelička s rodiči a starším bratrem Jaroslavem (1913)

Géza Včelička, vlastním jménem Antonín Eduard Včelička (7. května 1901 Praha – 30. prosince 1966 Praha), byl český levicový novinář, reportér, spisovatel (básník i prozaik), cestovatel, trampský organizátor a malíř.

## Život

### Mládí
Géza Včelička se narodil v chudinském židovském ghettu v Praze. Byl druhým synem sklepníka Eduarda Včeličky (1869–??) a švadleny Marie, rozené Plassové (1876–??). Svatba rodičů se konala v roce 1900, až po narození staršího bratra Ladislava (1898–1919). Ten se v roce 1919 (jedenadvacetiletý) utopil.
Když byly Gézovi čtyři roky, přestěhovala se rodina do tmavého bytu pražské hospody U zlatého tygra, kterou měl později v oblibě spisovatel Bohumil Hrabal. Rodina se stěhovala často, trvale se zabydlel až v nábřežní chudinské čtvrti Na Františku, v blízkosti pražského Anežského kláštera. Místo se opakovaně objevovalo v jeho tvorbě.

### Zaměstnání a nemoc
Učil se na číšníka, z pražských hospod ale utíkal s tím, že je bit. Doma ho za to ale bil otec a Géza tak byl v začarovaném kruhu. Pokusil se o sebevraždu oběšením, které na poslední chvíli zabránil jiný číšník. Po vyučení (1918) pracoval v různých kavárnách. Po absolvování jednoroční obchodní školy (1921) pracoval šest let jako praktikant a skladník v továrně na kovové zboží. V roce 1926 onemocněl plicní chorobou a po léčbě v sanatoriu se dále živil jen příležitostnou prací a jako redaktor.

### Tramp a cestovatel
Géza Včelička se aktivně zapsal do historie předválečného trampského hnutí, kde patřil k levicovému křídlu. S partou založili v kokořínských lesích první osadu Sunshine.
Zájem o jeho názory vzrostl až v době platnosti tzv. Kubátova zákona (Vyhláška zemského presidenta v Praze ze dne 9. dubna 1931, týkající se „nepřístojného jednání nebo chování na místech veřejných“). Stejně jako trampové soustředění kolem Boba Hurikána i trampové levicového křídla Gézy Včeličky organizovali nezávisle protesty proti této vyhlášce. Mnohem více trampských osad tehdy vyjadřovalo podporu Včeličkovu křídlu. Přestože po roce 1948 začal být tramping pronásledován, Géza Včelička se nikdy nezřekl své trampské minulosti a nadále se k trampingu hlásil a tehdejší pronásledování trampingu těžce nesl. V roce 1964 svolal tiskovou konferenci, kde opět zdůraznil svou příslušnost k hodnotám trampingu, obhajoval tramping a vyzval zástupce tisku o prostor pro tramping. Je velmi pravděpodobné, že přispěl k tolerantnějšímu přístupu státních složek k trampingu.
V letech 1928 cestoval do Bulharska a Srbska, 1929 do Turecka, v letech 1930–1932 navštívil Francii, Alžír a Tunisko. V roce 1934 se v Moskvě zúčastnil sjezdu sovětských spisovatelů. Kromě nej byli v československé delegaci např. A. Hoffmeister, V. Nezval a L. Novomeský; předmětem jednání bylo vyhlášení socialistického realismu.

### Od okupace po závěr života
Okupaci prožil převážně v nemocnicích, byl sledován gestapem. Po válce se stal spisovatelem z povolání a přepracovával své dílo.
Géza Včelička byl celkem třikrát ženat, z toho jednou pouze formálně. Ze třetího manželství se roku 1950 narodila dcera Daniela, která se také stala novinářkou a v sedmdesátých letech se vdala za publicistu Vladimíra Kučeru, se kterým vychovala dceru Kláru a vnučku Karolínu. Daniela zemřela v roce 2011.  
Géza Včelička zemřel v Praze dne 30. prosince 1966. Je pochován na pražských Olšanských hřbitovech (část 2ob, oddělen 15, hrob 530uhst).

### Komunista
Géza Včelička byl vždy levicového přesvědčení. Např. v době mostecké stávky na jaře 1932 působil v brigádě proletářských spisovatelů řízené Juliem Fučíkem. Levicové postoje zastával i ve svém vztahu k trampingu (viz výše) a v literární tvorbě. V roce 1946 podepsal prokomunistické „Májové poselství kulturních pracovníků českému lidu!“ publikované před květnovými volbami do Ústavodárného Národního shromáždění. Tento předvolební manifest komunistů podepsalo celkem 843 kulturních pracovníků a komunisté volby vyhráli. Později podepsal prokomunistickou výzvu Kupředu, zpátky ni krok!, jež byla vydána dne 25. února 1948 pro podporu komunistického převratu.

### Ocenění
- Za celoživotní dílo mu byl v roce 1959 udělen titul zasloužilý umělec.[16]
- V roce 1961 mu byl k šedesátinám udělen Řád práce.[17]
- V Brně-Komíně je po spisovateli pojmenována ulice Včeličkova.[18]

## Dílo
Mezi jeho nejznámější literární díla patří romány Kavárna na hlavní třídě a Policejní hodina.

### Novinář
Od 1929 do roku 1931 působil jako redaktor, později šéfredaktor, levicového časopisu Tramp. Přispíval do řady, zejména levicových časopisů jako Rozsévačka, Rudé právo (Rudý večerník a Rudý pondělník), po válce např. Obrana lidu, Večerní Praha.

### Knižní vydání (pouze první vydání)
- Básník a tanečnice (bulvární příběh, Antonín Novák, Libochovice, 1928)
- Několik prokletých (novely, nákladem vlastním, Praha, 1928)
- Kavárna na hlavní třídě (Román, Karel Borecký, Praha-Karlín, 1932)
- Světoběžníci a robinsoni (reportáže a povídky, Karel Borecký, Praha, 1932)
- V zemi hákového kříže (reportáž ze současného Německa, Časopis Rozsevačka, Anežka Hodinová, Praha, 1933)
- Dvě města na světě (prózy o Moskvě a Leningradu, Karel Borecký, Praha, 1935)
- Policejní hodina (román z let devadesátých, Sfinx (Bohumil Janda), Praha, 1937)
- Mezi Marokem a Zbraslaví (tři prózy, Praha (s.n.), 1939)
- Staré zrcadlo (básně, V. Jedlička nást., Praha, 1939)
- Pěšinou snů (básně, V. Jedlička nást., Praha, 1940)
- Poutníkův návrat (povídky a prózy, V. Jedlička, nást. Ant. Neumann, Praha, 1941)
- Pražské tajemství (Josef Lukasík, Mor. Ostrava, Praha, 1944)
- Klášterní ulice (Staropražské básně, Autorův nápěv k básni Klášterní ulice upravil Jan Seidel, J. Lukasík, 1945)
- Pěšinou snů (Básně, Autorův nápěv k básni „V perleti pavučin“ upravil Jan Seidel, Josef Lukasík, Moravská Ostrava, Praha, 1946)
- Poutníkův návrat. Kniha 1, Zrození poutníkovo, Kniha 2, Světoběžníci a robinsoni, Fotografie Gézy Včeličky, Josef Lukasík, Praha, 1948 a 1949)

### Hudebniny
- Modrá hvězda (jedenáct písní s doprovodem kytary, podle autorových nápěvů kytarový doprovod upravil Gustav Berlinger ml., V. Jedlička nást., Praha, 1941)
- Na můstku kapitán (trampská námořnická, slova i hudba Géza Včelička Včelička, časopis „Tramp“, Praha, mezi 1920–1940)
- Píseň zapadáku (Tak to vidíš, Máňo). Zlidovělý morytát. Text Géza Včelička, melodie ukrajinský anonym. Původně píseň oděské galérky, kterou si Géza Včelička přivezl z cest [20][p 3][21]

### Filmografie
Géza Včelička byl autorem námětů filmů:
- Kavárna na hlavní třídě (1953, režie Miroslav Hubáček, hlavní role Karel Höger)
- Policejní hodina (1960, režie Otakar Vávra, hlavní role Marie Vášová)